# Lucas Ischuk
Lucas Mario Ischuk (Santa Isabel, provincia de Santa Fe, Argentina; 26 de abril de 1980) es un exfutbolista argentino. Jugaba de arquero.

## Trayectoria
Comenzó su carrera en el Defensores de Belgrano, durante la temporada 2001-02. Anteriormente realizó divisiones inferiores en River Plate, donde luego de una lesión dejó de participar en este equipo. En 2004, disputó el torneo de la Liga Venadense de Fútbol donde se consagró campeón con Sarmiento de Maggiolo y que le abrió las puertas en Sportivo Rivadavia de Venado Tuerto para disputar el Torneo del Interior. Luego, a mediados de 2005, pasó al Real Arroyo Seco con el que disputó el Torneo Argentino B 2005/06 y ascendió al Torneo Argentino A luego de vencer en una de las promociones de ascenso al Atlético Candelaria.
En la temporada 2007-08 se incorporó al Atlético Tucumán, con el cual logró ascender desde el Torneo Argentino A (donde en la final por penales contra Racing de Córdoba atajó dos y convirtió uno), a la Primera B Nacional. En este último torneo, el 7 de junio de 2009, consiguió el ascenso a la Primera División. Fue reconocido como uno de los grandes pilares de los dos ascensos del equipo tucumano.[cita requerida]
A mediados de 2012, fue traspasado a Sarmiento de Junín con el que disputó las temporadas 2012-13, 2013-14 y 2014 de la Primera B Nacional, donde en esta última ascendió a Primera División tras finalizar en la cuarta ubicación de la Zona B.
En la temporada 2015, se incorporó a Talleres de Córdoba con el que logró ascender nuevamente a la Primera B Nacional tras vencer a Sol de América de Formosa.
En 2016, fichó por Gimnasia y Esgrima de Mendoza para disputar el Torneo Federal A 2016.

## Clubes
| Club                     | País      | Año       |
| ------------------------ | --------- | --------- |
| Defensores de Belgrano   | Argentina | 2001-2002 |
| Platense                 | Argentina | 2002-2003 |
| Sportivo Rivadavia (VT)  | Argentina | 2005      |
| Real Arroyo Seco         | Argentina | 2005-2007 |
| Atlético Tucumán         | Argentina | 2007-2012 |
| Sarmiento                | Argentina | 2012-2014 |
| Talleres                 | Argentina | 2015      |
| Gimnasia de Mendoza      | Argentina | 2016      |
| Sportivo Rivadavia (VT)  | Argentina | 2016      |
| Studebaker (Villa Cañás) | Argentina | 2017      |

## Palmarés

### Campeonatos nacionales
| Título             | Club             | País      | Año     |
| ------------------ | ---------------- | --------- | ------- |
| Torneo Argentino A | Atlético Tucumán | Argentina | 2007-08 |
| Primera B Nacional | Atlético Tucumán | Argentina | 2008-09 |
| Torneo Federal A   | Talleres (C)     | Argentina | 2015    |